# Tyler Wotherspoon
Tyler Wotherspoon, född 12 mars 1993, är en kanadensisk professionell ishockeyback som är kontrakterad till New Jersey Devils i National Hockey League (NHL) och spelar för Utica Comets i American Hockey League (AHL). 
Han har tidigare spelat för Calgary Flames i NHL; Abbotsford Heat, Adirondack Flames, Stockton Heat, San Antonio Rampage och Lehigh Valley Phantoms i AHL samt Portland Winterhawks i Western Hockey League (WHL).
Wotherspoon draftades av Calgary Flames i andra rundan i 2011 års draft som 57:e spelare totalt.
Han är bror till Parker Wotherspoon.

## Statistik
| 2008–2009  | Valley West Hawks      | BCMML      | 37  | 11 | 13  | 24  | 85  | —  | — | —  | —  | —  |
|            | Portland Winterhawks   | WHL        | 4   | 0  | 0   | 0   | 0   | —  | — | —  | —  | —  |
| 2009–2010  | Portland Winterhawks   | WHL        | 43  | 1  | 4   | 5   | 21  | 2  | 0 | 0  | 0  | 0  |
| 2010–2011  | Portland Winterhawks   | WHL        | 64  | 2  | 10  | 12  | 73  | 20 | 3 | 1  | 4  | 10 |
| 2011–2012  | Portland Winterhawks   | WHL        | 67  | 7  | 21  | 28  | 42  | 22 | 1 | 6  | 7  | 6  |
| 2012–2013  | Portland Winterhawks   | WHL        | 61  | 7  | 30  | 37  | 30  | 21 | 2 | 8  | 10 | 20 |
| 2013–2014  | Calgary Flames         | NHL        | 14  | 0  | 4   | 4   | 4   | —  | — | —  | —  | —  |
|            | Abbotsford Heat        | AHL        | 48  | 1  | 7   | 8   | 12  | —  | — | —  | —  | —  |
| 2014–2015  | Calgary Flames         | NHL        | 1   | 0  | 0   | 0   | 0   | 6  | 0 | 0  | 0  | 0  |
|            | Adirondack Flames      | AHL        | 61  | 2  | 22  | 24  | 20  | —  | — | —  | —  | —  |
| 2015–2016  | Calgary Flames         | NHL        | 11  | 0  | 1   | 1   | 0   | —  | — | —  | —  | —  |
|            | Stockton Heat          | AHL        | 53  | 2  | 8   | 10  | 16  | —  | — | —  | —  | —  |
| 2016–2017  | Calgary Flames         | NHL        | 4   | 0  | 0   | 0   | 0   | —  | — | —  | —  | —  |
|            | Stockton Heat          | AHL        | 56  | 6  | 12  | 18  | 24  | 5  | 0 | 0  | 0  | 2  |
| 2017–2018  | Stockton Heat          | AHL        | 67  | 7  | 30  | 37  | 46  | —  | — | —  | —  | —  |
| 2018–2019  | San Antonio Rampage    | AHL        | 70  | 4  | 18  | 22  | 28  | —  | — | —  | —  | —  |
| 2019–2020  | Lehigh Valley Phantoms | AHL        | 54  | 4  | 18  | 22  | 26  | —  | — | —  | —  | —  |
| 2020–2021  | Lehigh Valley Phantoms | AHL        | 24  | 0  | 6   | 6   | 18  | —  | — | —  | —  | —  |
| 2021–2022  | Utica Comets           | AHL        | 53  | 3  | 18  | 21  | 22  | 5  | 0 | 0  | 0  | 0  |
| 2022–2023  | Utica Comets           | AHL        | 65  | 4  | 17  | 21  | 22  | 6  | 0 | 2  | 2  | 6  |
| 2023–2024  | Utica Comets           | AHL        | 65  | 4  | 18  | 22  | 20  | —  | — | —  | —  | —  |
| NHL totalt | NHL totalt             | NHL totalt | 30  | 0  | 5   | 5   | 4   | 6  | 0 | 0  | 0  | 0  |
| AHL totalt | AHL totalt             | AHL totalt | 616 | 37 | 175 | 212 | 254 | 16 | 0 | 2  | 2  | 8  |
| WHL totalt | WHL totalt             | WHL totalt | 239 | 17 | 65  | 82  | 166 | 65 | 6 | 15 | 21 | 36 |

### Internationellt
| Källa: Uppdaterad: 2022-12-25 | Källa: Uppdaterad: 2022-12-25 | Källa: Uppdaterad: 2022-12-25 |         | Utv = Utvisningsminuter | Utv = Utvisningsminuter | Utv = Utvisningsminuter | Utv = Utvisningsminuter | Utv = Utvisningsminuter |
| År                            | Lag                           | Mästerskap                    | Matcher | Mål                     | Assist                  | Poäng                   | Utv                     |                         |
| ----------------------------- | ----------------------------- | ----------------------------- | ------- | ----------------------- | ----------------------- | ----------------------- | ----------------------- | ----------------------- |
| 2013                          | Kanada                        | JVM                           | 6       | 1                       | 1                       | 2                       | 0                       |                         |
| 2022                          | Kanada                        | OS                            | 5       | 1                       | 0                       | 1                       | 10                      |                         |
| Junior totalt                 | Junior totalt                 | Junior totalt                 | 6       | 1                       | 1                       | 2                       | 0                       |                         |
| Senior totalt                 | Senior totalt                 | Senior totalt                 | 5       | 1                       | 0                       | 1                       | 10                      |                         |